# Styche Hall
Styche Hall est une maison de campagne près de Market Drayton, dans le Shropshire. Elle appartenait à la famille Clive et est un bâtiment classé Grade II.

## Histoire
Styche appartient à la famille Clive et Robert Clive est né dans la vieille maison à pans de bois en 1725. A son retour des Indes en 1760, il décide de reconstruire Styche Hall. Il emploie Sir William Chambers, qui effectue la reconstruction entre 1762 et 1766. D'autres modifications sont effectuées par Joseph Bromfield de Shrewsbury en 1796-1798 pour son fils l'hon. Robert Clive (1769-1833) dont des baies, et il est possible que le deuxième étage ait été ajouté en même temps. D'autres modifications sont effectuées vers 1900. Le bâtiment est maintenant divisé en appartements .